# Перуанці
Перуа́нці (peruanos) — народ у Латинській Америці, є найбільш численним народом Перу. Загальне число перуанців 2009 року становило понад 14,25 млн осіб у Перу (близько 48,24 % населення країни). Проживають також у США, Іспанії, Німеччині, у деяких країнах Латинської Америки. Основна релігія — католицизм, зберігаються традиційні вірування.

## Походження
Місцеву етнічну основу в Перу становили племена кечуа, які на чолі з інками підкорили собі інші племена та нав'язали їм свої культуру й мову. У 1532—1572 роках іспанці, скориставшись з розбрату індіанців, завоювали державу інків. Внаслідок цього створено віцекоролівство Перу. Нині населення країни складається з чотирьох груп: креоли (прямі нащадки іспанців, які народились уже в Перу), іспансько-індіанські метиси, індіанці та пізніші мігранти з інших країн Європи.
Деякі джерела вважають, що термін «перуанці» слід відносити до іспаномовної частини населення. Решта — кечуа, аймара та лісові індіанці — розглядаються окремо. Окрім того, термін «індіанець» заборонили 1972 року як такий, що принижує, та замінили назвою «селянин».